# Нижнее Болотное
Нижнее Болотное (укр. Нижнє Болотне) — село в Заречанской сельской общине Хустского района Закарпатской области Украины.
Почтовый индекс — 90142. Телефонный код — 3144. Занимает площадь 2,73 км². Код КОАТУУ — 2121986402.

## Население
Население по переписи 2001 года составляло 1278 человек.

### Языковой состав
Родной язык населения по данным переписи 2001 года:
| Язык       | Численность, чел. | Доля     |
| ---------- | ----------------- | -------- |
| Украинский | 1 273             | 99,61 %  |
| Другое     | 5                 | 0,39 %   |
| Итого      | 1 278             | 100,00 % |

## История
В 1946 году указом ПВС УССР село Нижний Шард переименовано в Нижнее Болотное.